# Oxera baladica
Oxera baladica là một loài thực vật có hoa trong họ Hoa môi. Loài này được Vieill. mô tả khoa học đầu tiên năm 1863.